# 电通
電通（日语：／ Dentsū */?）是源自日本的跨國廣告公司，於1901 年在日本東京成立，目前業務遍及超過145 個國家和地區，為世界最大單一廣告公司，集團規模則位居世界第六大，總部位於東京汐留。日本五大民營電視台的東京電視台、富士電視台也與其有密切關係。
電通在台灣擁有下列行銷傳播品牌：電通mb廣告公司(dentsuMB)、電通國華廣告公司(dentsu one)、貝立德媒體公司(dentsu X)、凱絡媒體公司(Carat)、安布思沛績效行銷公司(iProspect)、安索帕數位行銷顧問公司(isobar)、美庫爾商務數據顧問股份有限公司(Merkle)、負責整合集團旗下所有供應段夥伴資源的安浦菲 (Amplifi)以及創意內容製作和轉型技術顧問品牌Tag。
提供客戶商業解決方案(Business Design)，品牌解決方案 (Solution Design)，與製作解決方案(Delivery Design)；並以客戶為中心的模式編制服務團隊，整合涵蓋商業與策略顧問諮詢、顧客體驗與全通路行銷、創意、媒體、娛樂內容與運動行銷、行銷科技建置與應用、製作與電通自有產品等七大類專業服務。

## 沿革
- 電通兩大前身為1901年創立的「株式会社日本廣告」（株式会社日本広告）和「電報通信社」（電報通信社）。
- 1906年，電報通信社改組為「株式会社日本電報通信社」（株式会社日本電報通信社）。
- 1907年，日本電報通信社與日本廣告合併。
- 1936年，轉讓新聞通訊部門予同盟通信社，改為專營廣告代理至今。
- 1955年，社名改為「株式會社電通」（株式会社電通）。
- 1981年，針對亞太區市場，與美國「揚雅[1] 廣告公司」（Young & Rubicam Inc.，Y&R）合資成立「電通揚雅株式会社」（電通ヤング・アンド・ルビカム株式会社，Dentsu Young & Rubicam Inc.，DY&R）[2]。
- 2012年7月12日，電通宣布，將支付31.6亿英镑（约合49.1亿美元）收购英國安吉斯媒體集團（Aegis Group PLC (AGS.LN)）[3]。
- 2013年3月27日，電通發出新聞稿宣布購併的程序完成，同時公布新全球布局。未來電通集團將分為負責日本市場的「電通」，以及負責日本以外市場的「電通安吉斯」（Dentsu Aegis Network）兩個品牌，其中電通安吉斯總部設在倫敦，旗下仍分為電通與安吉斯兩個系統。[4]。
- 2016年12月28日，日本厚生勞動省以逼迫下屬違法加班的罪名，起訴2015年12月25日自殺员工高橋茉莉的直屬上司。隨後社長石井直引咎請辭（2017年1月生效）。[5]
- 2020年1月1日，電通實施控股公司體制，廣告本業之業務由第二代「株式會社電通」繼承，電通原本的公司法人則更名為「株式會社電通集團（日语：電通グループ）」。

## 企業文化

### 鬼十則
電通第4任社長（總經理）吉田秀雄在1951年定下的十條員工行動規範，稱為「鬼十則」。1991年發生男性員工過勞死的事件後，鬼十則已不再列入新進員工的教材內，但仍列於員工手冊之中。2015年12月發生新進女員工高橋茉莉自殺事件後，電通表示將於2017年起的員工手冊中刪除鬼十則。
鬼十則如下：
1. 自己必须找事情做，不要被动等著指令。
2. 做事要抢先再抢先，不可以消极被动。
3. 要与大工作为伍，处理小工作只会让格局狭隘。
4. 要以狼般的饥渴挑战难度高的事情，才会有进步。
5. 未达目标前，见神杀神、遇佛灭佛，就算被杀也绝不可以罢休。
6. 要当周遭的推手。推与被推，两者之间久了便如天地一样相隔遥远。
7. 谋定而后动。要有长远谋略、耐性、肯努力，才会产生正确的努力与希望。
8. 要有信心。否则工作会没魄力、没韧性、没厚度。
9. 全方位留心，绞尽脑汁不松懈、不疏忽，这样才能称作“服务”。
10. 不要害怕摩擦。摩擦是进步之母、是积极的肥料，否则将卑躬屈膝、软弱无能。

（鬼為日本話成語中，專心工作的人）

## 醜聞和問題

### 員工過度勞累/權力騷擾自殺
1991年8月27日，一名加入電通第二年的男性員工（當時24歲）在家中自殺。據說男性員工每月的加班時間已達到147小時。死者家屬向公司提出索賠，稱其是公司強迫工作時間過長造成的抑鬱症。這是第一起針對過勞尋求安全考慮義務的案件。2000年，該公司向死者家屬支付了1.68億日元的賠償金結案。
裁決還發現了權力騷擾的事件，例如在酒桌上被老闆強迫喝倒在鞋子裡的啤酒，並被鞋跟敲中。
2015年12月25日，一名新入職的女員工高橋茉莉從員工宿舍跳樓自殺（過勞死）（24歲）。2015年4月加入公司後，該員工被分配到數字客戶部，負責互聯網廣告工作，但從入職後的10月份開始，工作量急劇增加。死者家屬律師估計，她每月加班時間達到約 130 小時。電通似乎已指示少報工作時間，以免超過勞資協議規定的加班時間。起初，電通公司試圖利用這名女員工的分手故事，將此事作為個人問題來搪塞，但這名員工的個人Twitter帖子表明，她不僅工作過度，而且是老闆權力騷擾和性騷擾的受害者。
2016年9月30日，三田市勞動標準監察局認定，高橋茉莉的自殺是由於長時間工作導致的抑鬱症發作，並認證為工傷事故（工業事故）。對此，2016年10月14日，厚生勞動省東京勞動局打擊過勞死特別工作組根據《勞動基準法》，對電通總部進行了突擊調查，即所謂的現場監督，各地勞動局也分別對名古屋、大阪和京都分公司進行了調查。在這些調查過程中，發現中部分公司在2010年、關西分公司在2014年、東京總部和子公司電通九州在2015年都收到了各自當地勞動標準監督辦公室的糾正建議（行政指導），原因是允許員工非法長時間工作以及未能適當監督工作時間。
2015年，東京總部和其子公司電通九州接受了各自當地勞動標準監督員的行政指導。報告還顯示，一名在總部工作的男性員工在2013年因工作時間過長而病逝，這在2016年被認證為工傷事故。
11月7日，由於越來越多的人懷疑非法加班已經成為整個公司的常態，即使已經採取了多種糾正措施，東京勞動局的打擊過勞特別工作組和其他部門展開了強制性調查，
以涉嫌違反《勞動標準法》為由突擊檢查了電通的總部和日本各地的三個分支機構。
12月23日，在這一系列的活動之後，電通獲得了2016年度最黑心公司的"大獎"。
12月28日，東京勞動局將電通公司作為一個法律實體和當時老闆移交給東京地區檢察院，因為他們涉嫌違反《勞動標準法》，涉嫌強迫員工非法長時間工作和少報工時。同一天，電通公司總裁石井淳夫宣布他將在2017年1月的董事會會議上辭職。

## 大中華區關係企業

### 臺灣
- 台灣電通股份有限公司（數位品牌-安納特(Amnet) [11]）
- 貝立德股份有限公司 (dentsu X)
- 電通國華股份有限公司 (Dentsu One)[12]
- 電通揚雅廣告股份有限公司[13]
- 新極現廣告股份有限公司
- 凱絡媒體服務股份有限公司 (CARAT)
- 安索帕股份有限公司 (Isobar)
- 安布思沛行銷股份有限公司 (iProspect)
- 集思數據創意顧問公司
- 偉視捷媒體行銷 (2021併入安布思沛)
- 美庫爾數據商務數據顧問有限公司

### 中國大陸
- 北京電通廣告有限公司
- 電眾數碼廣告有限公司
- 電通日海廣告有限公司
- 電通東派廣告有限公司

### 香港
- 電通香港有限公司
- 電通傳媒香港有限公司

## 出身著名人
- 安倍昭恵（前内閣總理大臣夫人）
- 尼子騒兵衛（漫畫家）
- 荒木經惟（攝影家）
- 新井滿（芥川賞作家）
- 安西水丸（插畫家）
- 伊集院靜（作家、作詞家）
- 鏡明（科幻作家、翻譯家）
- 加地隆雄（曾任橫濱DeNA海灣之星球團總經理）
- 雁屋哲（漫画原作者）

## 外部連結
- Dentsu - Global Website （页面存档备份，存于）（英文）
- 日本電通 （页面存档备份，存于）（日語）
- 电众数码（简体中文）
- 電通傳媒香港 / Dentsu Media Hong Kong / Media Palette Hong Kong（繁體中文）
- 電通揚雅（日語）（英文）
- 台灣電通 （页面存档备份，存于）（繁體中文）
- 電通國華 （页面存档备份，存于）（繁體中文）
- 貝立德 dentsu X （页面存档备份，存于）（繁體中文）
- 北京電通 （页面存档备份，存于）（简体中文）
- 電通東派 （页面存档备份，存于）（简体中文）